# مجلس مشاوران
مجلس مشاوران (به ژاپنی: 参議院) در نظام دومجلسی دایت ملی؛ مجلس علیای آن محسوب می‌شود. این مجلس نمادی از خردورزی در صحنه سیاسی ژاپن محسوب می‌شود و اعضای آن نسبت به اعضای مجلس نمایندگان معمولاً شیخوخیت بیشتری دارند، لکن قانون اساسی ژاپن به مجلس نمایندگان در میزان اختیارات تفوق داده‌است. برخلاف مجلس نمایندگان، نخست‌وزیر ژاپن نمی‌تواند مجلس مشاوران را منحل اعلام کند.
این مجلس در حال حاضر دارای ۲۴۲ کرسی است که ۹۶ نفر از اعضای آن نمایندگان کل کشور هستند و باقی از ۴۷ حوزه انتخابیه به عنوان نمایندگان محلی انتخاب می‌شوند.